# Llista d'asteroides (41001-42000)
Llista d'asteroides del 41.001 al 42.000, amb data de descoberta i descobridor. És un fragment de la llista d'asteroides completa. Als asteroides se'ls dona un número quan es confirma la seva òrbita, per tant apareixen llistats aproximadament segons la data de descobriment.
Contingut: 41001... 41101... 41201... 41301... 41401... 41501... 41601... 41701... 41801... 41901... 

| Nom               | Designació provisional | Data de descobriment    | Descobridor/s               |
| 41001-41100       | 41001-41100            | 41001-41100             | 41001-41100                 |
| ----------------- | ---------------------- | ----------------------- | --------------------------- |
| 41001 -           | 1999 UG9               | 29 d'octubre del 1999   | CSS                         |
| 41002 -           | 1999 UW12              | 29 d'octubre del 1999   | CSS                         |
| 41003 -           | 1999 UZ12              | 29 d'octubre del 1999   | CSS                         |
| 41004 -           | 1999 UA13              | 29 d'octubre del 1999   | CSS                         |
| 41005 -           | 1999 UJ13              | 29 d'octubre del 1999   | CSS                         |
| 41006 -           | 1999 UM13              | 29 d'octubre del 1999   | CSS                         |
| 41007 -           | 1999 UN14              | 29 d'octubre del 1999   | CSS                         |
| 41008 -           | 1999 UR14              | 29 d'octubre del 1999   | CSS                         |
| 41009 -           | 1999 UG15              | 29 d'octubre del 1999   | CSS                         |
| 41010 -           | 1999 UN15              | 29 d'octubre del 1999   | CSS                         |
| 41011 -           | 1999 UB16              | 29 d'octubre del 1999   | CSS                         |
| 41012 -           | 1999 UD17              | 30 d'octubre del 1999   | CSS                         |
| 41013 -           | 1999 UH22              | 31 d'octubre del 1999   | Spacewatch                  |
| 41014 -           | 1999 UP23              | 28 d'octubre del 1999   | CSS                         |
| 41015 -           | 1999 UB24              | 28 d'octubre del 1999   | CSS                         |
| 41016 -           | 1999 UR24              | 28 d'octubre del 1999   | CSS                         |
| 41017 -           | 1999 UJ26              | 30 d'octubre del 1999   | CSS                         |
| 41018 -           | 1999 UB27              | 31 d'octubre del 1999   | CSS                         |
| 41019 -           | 1999 UV29              | 31 d'octubre del 1999   | Spacewatch                  |
| 41020 -           | 1999 UO30              | 31 d'octubre del 1999   | Spacewatch                  |
| 41021 -           | 1999 UL32              | 31 d'octubre del 1999   | Spacewatch                  |
| 41022 -           | 1999 UZ36              | 16 d'octubre del 1999   | Spacewatch                  |
| 41023 -           | 1999 UT38              | 29 d'octubre del 1999   | LONEOS                      |
| 41024 -           | 1999 UW38              | 29 d'octubre del 1999   | LONEOS                      |
| 41025 -           | 1999 UY38              | 29 d'octubre del 1999   | LONEOS                      |
| 41026 -           | 1999 UC40              | 16 d'octubre del 1999   | LINEAR                      |
| 41027 -           | 1999 UP44              | 30 d'octubre del 1999   | LONEOS                      |
| 41028 -           | 1999 UL45              | 31 d'octubre del 1999   | CSS                         |
| 41029 -           | 1999 UY45              | 31 d'octubre del 1999   | CSS                         |
| 41030 -           | 1999 UQ46              | 31 d'octubre del 1999   | LONEOS                      |
| 41031 -           | 1999 UA47              | 29 d'octubre del 1999   | CSS                         |
| 41032 -           | 1999 UC48              | 30 d'octubre del 1999   | CSS                         |
| 41033 -           | 1999 UW48              | 31 d'octubre del 1999   | CSS                         |
| 41034 -           | 1999 UJ49              | 31 d'octubre del 1999   | CSS                         |
| 41035 -           | 1999 UT50              | 30 d'octubre del 1999   | CSS                         |
| 41036 -           | 1999 UH51              | 31 d'octubre del 1999   | CSS                         |
| 41037 -           | 1999 US51              | 31 d'octubre del 1999   | Spacewatch                  |
| 41038 -           | 1999 UX52              | 31 d'octubre del 1999   | CSS                         |
| 41039 -           | 1999 UX56              | 29 d'octubre del 1999   | CSS                         |
| 41040 -           | 1999 VR                | 2 de novembre del 1999  | T. Urata                    |
| 41041 -           | 1999 VV1               | 4 de novembre del 1999  | T. Kagawa                   |
| 41042 -           | 1999 VB2               | 3 de novembre del 1999  | A. Sugie                    |
| 41043 -           | 1999 VW4               | 5 de novembre del 1999  | K. Korlević                 |
| 41044 -           | 1999 VW6               | 8 de novembre del 1999  | C. W. Juels                 |
| 41045 -           | 1999 VX6               | 8 de novembre del 1999  | C. W. Juels                 |
| 41046 -           | 1999 VZ6               | 8 de novembre del 1999  | C. W. Juels                 |
| 41047 -           | 1999 VP7               | 7 de novembre del 1999  | K. Korlević                 |
| 41048 -           | 1999 VQ7               | 7 de novembre del 1999  | K. Korlević                 |
| 41049 Van Citters | 1999 VC9               | 9 de novembre del 1999  | C. W. Juels                 |
| 41050 -           | 1999 VF9               | 8 de novembre del 1999  | K. Korlević                 |
| 41051 -           | 1999 VR10              | 9 de novembre del 1999  | T. Kobayashi                |
| 41052 -           | 1999 VJ16              | 2 de novembre del 1999  | Spacewatch                  |
| 41053 -           | 1999 VH18              | 2 de novembre del 1999  | Spacewatch                  |
| 41054 -           | 1999 VL18              | 2 de novembre del 1999  | Spacewatch                  |
| 41055 -           | 1999 VD20              | 10 de novembre del 1999 | K. Korlević                 |
| 41056 -           | 1999 VX20              | 9 de novembre del 1999  | M. Ziboli                   |
| 41057 -           | 1999 VU22              | 12 de novembre del 1999 | G. Hug, G. Bell             |
| 41058 -           | 1999 VC24              | 8 de novembre del 1999  | R. Pacheco, A. López        |
| 41059 -           | 1999 VC26              | 3 de novembre del 1999  | LINEAR                      |
| 41060 -           | 1999 VB28              | 3 de novembre del 1999  | LINEAR                      |
| 41061 -           | 1999 VD28              | 3 de novembre del 1999  | LINEAR                      |
| 41062 -           | 1999 VC29              | 3 de novembre del 1999  | LINEAR                      |
| 41063 -           | 1999 VE29              | 3 de novembre del 1999  | LINEAR                      |
| 41064 -           | 1999 VK29              | 3 de novembre del 1999  | LINEAR                      |
| 41065 -           | 1999 VR29              | 3 de novembre del 1999  | LINEAR                      |
| 41066 -           | 1999 VO31              | 3 de novembre del 1999  | LINEAR                      |
| 41067 -           | 1999 VG32              | 3 de novembre del 1999  | LINEAR                      |
| 41068 -           | 1999 VO32              | 3 de novembre del 1999  | LINEAR                      |
| 41069 -           | 1999 VJ33              | 3 de novembre del 1999  | LINEAR                      |
| 41070 -           | 1999 VS34              | 3 de novembre del 1999  | LINEAR                      |
| 41071 -           | 1999 VY36              | 3 de novembre del 1999  | LINEAR                      |
| 41072 -           | 1999 VX38              | 10 de novembre del 1999 | LINEAR                      |
| 41073 -           | 1999 VG39              | 10 de novembre del 1999 | LINEAR                      |
| 41074 -           | 1999 VL40              | 13 de novembre del 1999 | LONEOS                      |
| 41075 -           | 1999 VG43              | 1 de novembre del 1999  | CSS                         |
| 41076 -           | 1999 VH43              | 1 de novembre del 1999  | CSS                         |
| 41077 -           | 1999 VT43              | 1 de novembre del 1999  | CSS                         |
| 41078 -           | 1999 VB44              | 3 de novembre del 1999  | CSS                         |
| 41079 -           | 1999 VP45              | 4 de novembre del 1999  | CSS                         |
| 41080 -           | 1999 VX45              | 4 de novembre del 1999  | CSS                         |
| 41081 -           | 1999 VW47              | 3 de novembre del 1999  | LINEAR                      |
| 41082 -           | 1999 VQ48              | 3 de novembre del 1999  | LINEAR                      |
| 41083 -           | 1999 VO50              | 3 de novembre del 1999  | LINEAR                      |
| 41084 -           | 1999 VC52              | 3 de novembre del 1999  | LINEAR                      |
| 41085 -           | 1999 VL55              | 4 de novembre del 1999  | LINEAR                      |
| 41086 -           | 1999 VU55              | 4 de novembre del 1999  | LINEAR                      |
| 41087 -           | 1999 VS56              | 4 de novembre del 1999  | LINEAR                      |
| 41088 -           | 1999 VO57              | 4 de novembre del 1999  | LINEAR                      |
| 41089 -           | 1999 VM58              | 4 de novembre del 1999  | LINEAR                      |
| 41090 -           | 1999 VS59              | 4 de novembre del 1999  | LINEAR                      |
| 41091 -           | 1999 VY59              | 4 de novembre del 1999  | LINEAR                      |
| 41092 -           | 1999 VD60              | 4 de novembre del 1999  | LINEAR                      |
| 41093 -           | 1999 VR60              | 4 de novembre del 1999  | LINEAR                      |
| 41094 -           | 1999 VH61              | 4 de novembre del 1999  | LINEAR                      |
| 41095 -           | 1999 VK61              | 4 de novembre del 1999  | LINEAR                      |
| 41096 -           | 1999 VN61              | 4 de novembre del 1999  | LINEAR                      |
| 41097 -           | 1999 VO61              | 4 de novembre del 1999  | LINEAR                      |
| 41098 -           | 1999 VG63              | 4 de novembre del 1999  | LINEAR                      |
| 41099 -           | 1999 VL64              | 4 de novembre del 1999  | LINEAR                      |
| 41100 -           | 1999 VW64              | 4 de novembre del 1999  | LINEAR                      |
| 41101-41200       |                        |                         |                             |
| 41101 -           | 1999 VE65              | 4 de novembre del 1999  | LINEAR                      |
| 41102 -           | 1999 VX66              | 4 de novembre del 1999  | LINEAR                      |
| 41103 -           | 1999 VE67              | 4 de novembre del 1999  | LINEAR                      |
| 41104 -           | 1999 VG67              | 4 de novembre del 1999  | LINEAR                      |
| 41105 -           | 1999 VR67              | 4 de novembre del 1999  | LINEAR                      |
| 41106 -           | 1999 VL69              | 4 de novembre del 1999  | LINEAR                      |
| 41107 -           | 1999 VX72              | 1 de novembre del 1999  | E. W. Elst, S. I. Ipatov    |
| 41108 -           | 1999 VT73              | 1 de novembre del 1999  | Spacewatch                  |
| 41109 -           | 1999 VC75              | 5 de novembre del 1999  | Spacewatch                  |
| 41110 -           | 1999 VB78              | 4 de novembre del 1999  | LINEAR                      |
| 41111 -           | 1999 VF80              | 4 de novembre del 1999  | LINEAR                      |
| 41112 -           | 1999 VP82              | 5 de novembre del 1999  | LINEAR                      |
| 41113 -           | 1999 VQ83              | 2 de novembre del 1999  | Spacewatch                  |
| 41114 -           | 1999 VC84              | 3 de novembre del 1999  | Spacewatch                  |
| 41115 -           | 1999 VQ85              | 5 de novembre del 1999  | CSS                         |
| 41116 -           | 1999 VT85              | 4 de novembre del 1999  | LINEAR                      |
| 41117 -           | 1999 VM87              | 4 de novembre del 1999  | LINEAR                      |
| 41118 -           | 1999 VT87              | 5 de novembre del 1999  | LINEAR                      |
| 41119 -           | 1999 VV87              | 7 de novembre del 1999  | LINEAR                      |
| 41120 -           | 1999 VX87              | 7 de novembre del 1999  | LINEAR                      |
| 41121 -           | 1999 VP89              | 5 de novembre del 1999  | LINEAR                      |
| 41122 -           | 1999 VD90              | 5 de novembre del 1999  | LINEAR                      |
| 41123 -           | 1999 VX90              | 5 de novembre del 1999  | LINEAR                      |
| 41124 -           | 1999 VG91              | 5 de novembre del 1999  | LINEAR                      |
| 41125 -           | 1999 VD92              | 9 de novembre del 1999  | LINEAR                      |
| 41126 -           | 1999 VQ92              | 9 de novembre del 1999  | LINEAR                      |
| 41127 -           | 1999 VZ92              | 9 de novembre del 1999  | LINEAR                      |
| 41128 -           | 1999 VA93              | 9 de novembre del 1999  | LINEAR                      |
| 41129 -           | 1999 VD94              | 9 de novembre del 1999  | LINEAR                      |
| 41130 -           | 1999 VC96              | 9 de novembre del 1999  | LINEAR                      |
| 41131 -           | 1999 VA98              | 9 de novembre del 1999  | LINEAR                      |
| 41132 -           | 1999 VC98              | 9 de novembre del 1999  | LINEAR                      |
| 41133 -           | 1999 VF98              | 9 de novembre del 1999  | LINEAR                      |
| 41134 -           | 1999 VP100             | 9 de novembre del 1999  | LINEAR                      |
| 41135 -           | 1999 VP103             | 9 de novembre del 1999  | LINEAR                      |
| 41136 -           | 1999 VL104             | 9 de novembre del 1999  | LINEAR                      |
| 41137 -           | 1999 VE114             | 9 de novembre del 1999  | CSS                         |
| 41138 -           | 1999 VZ114             | 9 de novembre del 1999  | CSS                         |
| 41139 -           | 1999 VU119             | 3 de novembre del 1999  | Spacewatch                  |
| 41140 -           | 1999 VV122             | 5 de novembre del 1999  | Spacewatch                  |
| 41141 -           | 1999 VB125             | 10 de novembre del 1999 | LINEAR                      |
| 41142 -           | 1999 VF125             | 6 de novembre del 1999  | Spacewatch                  |
| 41143 -           | 1999 VR129             | 11 de novembre del 1999 | Spacewatch                  |
| 41144 -           | 1999 VA131             | 9 de novembre del 1999  | Spacewatch                  |
| 41145 -           | 1999 VW135             | 9 de novembre del 1999  | LINEAR                      |
| 41146 -           | 1999 VS136             | 12 de novembre del 1999 | LINEAR                      |
| 41147 -           | 1999 VK137             | 12 de novembre del 1999 | LINEAR                      |
| 41148 -           | 1999 VU143             | 11 de novembre del 1999 | CSS                         |
| 41149 -           | 1999 VQ144             | 11 de novembre del 1999 | CSS                         |
| 41150 -           | 1999 VE146             | 12 de novembre del 1999 | LINEAR                      |
| 41151 -           | 1999 VH148             | 14 de novembre del 1999 | LINEAR                      |
| 41152 -           | 1999 VW148             | 14 de novembre del 1999 | LINEAR                      |
| 41153 -           | 1999 VB150             | 14 de novembre del 1999 | LINEAR                      |
| 41154 -           | 1999 VO151             | 14 de novembre del 1999 | LINEAR                      |
| 41155 -           | 1999 VG157             | 14 de novembre del 1999 | LINEAR                      |
| 41156 -           | 1999 VV157             | 14 de novembre del 1999 | LINEAR                      |
| 41157 -           | 1999 VX159             | 14 de novembre del 1999 | LINEAR                      |
| 41158 -           | 1999 VG160             | 14 de novembre del 1999 | LINEAR                      |
| 41159 -           | 1999 VE161             | 14 de novembre del 1999 | LINEAR                      |
| 41160 -           | 1999 VP163             | 14 de novembre del 1999 | LINEAR                      |
| 41161 -           | 1999 VM165             | 14 de novembre del 1999 | LINEAR                      |
| 41162 -           | 1999 VM168             | 14 de novembre del 1999 | LINEAR                      |
| 41163 -           | 1999 VX168             | 14 de novembre del 1999 | LINEAR                      |
| 41164 -           | 1999 VO169             | 14 de novembre del 1999 | LINEAR                      |
| 41165 -           | 1999 VW170             | 14 de novembre del 1999 | LINEAR                      |
| 41166 -           | 1999 VJ172             | 14 de novembre del 1999 | LINEAR                      |
| 41167 -           | 1999 VV172             | 14 de novembre del 1999 | LINEAR                      |
| 41168 -           | 1999 VB174             | 3 de novembre del 1999  | LONEOS                      |
| 41169 -           | 1999 VL174             | 12 de novembre del 1999 | LONEOS                      |
| 41170 -           | 1999 VW175             | 1 de novembre del 1999  | CSS                         |
| 41171 -           | 1999 VJ176             | 4 de novembre del 1999  | LINEAR                      |
| 41172 -           | 1999 VT176             | 5 de novembre del 1999  | LINEAR                      |
| 41173 -           | 1999 VP180             | 6 de novembre del 1999  | LINEAR                      |
| 41174 -           | 1999 VH184             | 15 de novembre del 1999 | LINEAR                      |
| 41175 -           | 1999 VN185             | 15 de novembre del 1999 | LINEAR                      |
| 41176 -           | 1999 VP186             | 15 de novembre del 1999 | LINEAR                      |
| 41177 -           | 1999 VB187             | 15 de novembre del 1999 | LINEAR                      |
| 41178 -           | 1999 VY187             | 15 de novembre del 1999 | LINEAR                      |
| 41179 -           | 1999 VW192             | 1 de novembre del 1999  | LONEOS                      |
| 41180 -           | 1999 VQ193             | 2 de novembre del 1999  | Spacewatch                  |
| 41181 -           | 1999 VR194             | 1 de novembre del 1999  | CSS                         |
| 41182 -           | 1999 VL195             | 3 de novembre del 1999  | CSS                         |
| 41183 -           | 1999 VP195             | 3 de novembre del 1999  | CSS                         |
| 41184 -           | 1999 VW199             | 4 de novembre del 1999  | LONEOS                      |
| 41185 -           | 1999 VJ200             | 5 de novembre del 1999  | CSS                         |
| 41186 -           | 1999 VT200             | 5 de novembre del 1999  | CSS                         |
| 41187 -           | 1999 VB201             | 6 de novembre del 1999  | CSS                         |
| 41188 -           | 1999 VC201             | 6 de novembre del 1999  | CSS                         |
| 41189 -           | 1999 VE201             | 6 de novembre del 1999  | CSS                         |
| 41190 -           | 1999 VJ203             | 8 de novembre del 1999  | LONEOS                      |
| 41191 -           | 1999 VL203             | 8 de novembre del 1999  | CSS                         |
| 41192 -           | 1999 VB206             | 12 de novembre del 1999 | LINEAR                      |
| 41193 -           | 1999 VV206             | 10 de novembre del 1999 | LONEOS                      |
| 41194 -           | 1999 VH213             | 12 de novembre del 1999 | LONEOS                      |
| 41195 -           | 1999 VL221             | 4 de novembre del 1999  | LINEAR                      |
| 41196 -           | 1999 VV224             | 5 de novembre del 1999  | LINEAR                      |
| 41197 -           | 1999 VU228             | 3 de novembre del 1999  | CSS                         |
| 41198 -           | 1999 WB                | 16 de novembre del 1999 | C. W. Juels                 |
| 41199 -           | 1999 WC1               | 21 de novembre del 1999 | R. A. Tucker                |
| 41200 -           | 1999 WA3               | 27 de novembre del 1999 | K. Korlević                 |
| 41201-41300       |                        |                         |                             |
| 41201 -           | 1999 WF4               | 28 de novembre del 1999 | T. Kobayashi                |
| 41202 -           | 1999 WX6               | 28 de novembre del 1999 | K. Korlević                 |
| 41203 -           | 1999 WK7               | 28 de novembre del 1999 | K. Korlević                 |
| 41204 -           | 1999 WX8               | 28 de novembre del 1999 | S. Sposetti                 |
| 41205 -           | 1999 WZ8               | 28 de novembre del 1999 | S. Sposetti                 |
| 41206 Sciannameo  | 1999 WG9               | 27 de novembre del 1999 | Osservatorio Polino         |
| 41207 -           | 1999 WK9               | 29 de novembre del 1999 | P. Antonini                 |
| 41208 -           | 1999 WL9               | 29 de novembre del 1999 | Farra d'Isonzo              |
| 41209 -           | 1999 WB15              | 29 de novembre del 1999 | Spacewatch                  |
| 41210 -           | 1999 WN18              | 27 de novembre del 1999 | LONEOS                      |
| 41211 -           | 1999 XB1               | 2 de desembre del 1999  | T. Kobayashi                |
| 41212 -           | 1999 XO1               | 2 de desembre del 1999  | LINEAR                      |
| 41213 -           | 1999 XG2               | 2 de desembre del 1999  | M. Bœuf                     |
| 41214 -           | 1999 XZ3               | 4 de desembre del 1999  | CSS                         |
| 41215 -           | 1999 XH4               | 4 de desembre del 1999  | CSS                         |
| 41216 -           | 1999 XG5               | 4 de desembre del 1999  | CSS                         |
| 41217 -           | 1999 XT6               | 4 de desembre del 1999  | CSS                         |
| 41218 -           | 1999 XK10              | 5 de desembre del 1999  | CSS                         |
| 41219 -           | 1999 XR11              | 6 de desembre del 1999  | CSS                         |
| 41220 -           | 1999 XV12              | 5 de desembre del 1999  | LINEAR                      |
| 41221 -           | 1999 XQ13              | 5 de desembre del 1999  | LINEAR                      |
| 41222 -           | 1999 XH15              | 2 de desembre del 1999  | L. Šarounová                |
| 41223 -           | 1999 XD16              | 7 de desembre del 1999  | CSS                         |
| 41224 -           | 1999 XX17              | 3 de desembre del 1999  | LINEAR                      |
| 41225 -           | 1999 XY17              | 3 de desembre del 1999  | LINEAR                      |
| 41226 -           | 1999 XZ17              | 3 de desembre del 1999  | LINEAR                      |
| 41227 -           | 1999 XN18              | 3 de desembre del 1999  | LINEAR                      |
| 41228 -           | 1999 XT18              | 3 de desembre del 1999  | LINEAR                      |
| 41229 -           | 1999 XB19              | 3 de desembre del 1999  | LINEAR                      |
| 41230 -           | 1999 XE20              | 5 de desembre del 1999  | LINEAR                      |
| 41231 -           | 1999 XS20              | 5 de desembre del 1999  | LINEAR                      |
| 41232 -           | 1999 XK21              | 5 de desembre del 1999  | LINEAR                      |
| 41233 -           | 1999 XX22              | 6 de desembre del 1999  | LINEAR                      |
| 41234 -           | 1999 XP23              | 6 de desembre del 1999  | LINEAR                      |
| 41235 -           | 1999 XB24              | 6 de desembre del 1999  | LINEAR                      |
| 41236 -           | 1999 XH24              | 6 de desembre del 1999  | LINEAR                      |
| 41237 -           | 1999 XM25              | 6 de desembre del 1999  | LINEAR                      |
| 41238 -           | 1999 XU25              | 6 de desembre del 1999  | LINEAR                      |
| 41239 -           | 1999 XD26              | 6 de desembre del 1999  | LINEAR                      |
| 41240 -           | 1999 XO26              | 6 de desembre del 1999  | LINEAR                      |
| 41241 -           | 1999 XV26              | 6 de desembre del 1999  | LINEAR                      |
| 41242 -           | 1999 XY26              | 6 de desembre del 1999  | LINEAR                      |
| 41243 -           | 1999 XG29              | 6 de desembre del 1999  | LINEAR                      |
| 41244 -           | 1999 XY30              | 6 de desembre del 1999  | LINEAR                      |
| 41245 -           | 1999 XJ37              | 7 de desembre del 1999  | C. W. Juels                 |
| 41246 -           | 1999 XZ38              | 5 de desembre del 1999  | LINEAR                      |
| 41247 -           | 1999 XQ39              | 6 de desembre del 1999  | LINEAR                      |
| 41248 -           | 1999 XG40              | 7 de desembre del 1999  | LINEAR                      |
| 41249 -           | 1999 XJ40              | 7 de desembre del 1999  | LINEAR                      |
| 41250 -           | 1999 XA41              | 7 de desembre del 1999  | LINEAR                      |
| 41251 -           | 1999 XD41              | 7 de desembre del 1999  | LINEAR                      |
| 41252 -           | 1999 XJ42              | 7 de desembre del 1999  | LINEAR                      |
| 41253 -           | 1999 XP43              | 7 de desembre del 1999  | LINEAR                      |
| 41254 -           | 1999 XT43              | 7 de desembre del 1999  | LINEAR                      |
| 41255 -           | 1999 XV43              | 7 de desembre del 1999  | LINEAR                      |
| 41256 -           | 1999 XX45              | 7 de desembre del 1999  | LINEAR                      |
| 41257 -           | 1999 XG46              | 7 de desembre del 1999  | LINEAR                      |
| 41258 -           | 1999 XB47              | 7 de desembre del 1999  | LINEAR                      |
| 41259 -           | 1999 XH52              | 7 de desembre del 1999  | LINEAR                      |
| 41260 -           | 1999 XZ53              | 7 de desembre del 1999  | LINEAR                      |
| 41261 -           | 1999 XA54              | 7 de desembre del 1999  | LINEAR                      |
| 41262 -           | 1999 XZ55              | 7 de desembre del 1999  | LINEAR                      |
| 41263 -           | 1999 XM56              | 7 de desembre del 1999  | LINEAR                      |
| 41264 -           | 1999 XF58              | 7 de desembre del 1999  | LINEAR                      |
| 41265 -           | 1999 XG58              | 7 de desembre del 1999  | LINEAR                      |
| 41266 -           | 1999 XP58              | 7 de desembre del 1999  | LINEAR                      |
| 41267 -           | 1999 XK60              | 7 de desembre del 1999  | LINEAR                      |
| 41268 -           | 1999 XO64              | 7 de desembre del 1999  | LINEAR                      |
| 41269 -           | 1999 XX65              | 7 de desembre del 1999  | LINEAR                      |
| 41270 -           | 1999 XK68              | 7 de desembre del 1999  | LINEAR                      |
| 41271 -           | 1999 XQ71              | 7 de desembre del 1999  | LINEAR                      |
| 41272 -           | 1999 XH72              | 7 de desembre del 1999  | LINEAR                      |
| 41273 -           | 1999 XL72              | 7 de desembre del 1999  | LINEAR                      |
| 41274 -           | 1999 XS72              | 7 de desembre del 1999  | LINEAR                      |
| 41275 -           | 1999 XP78              | 7 de desembre del 1999  | LINEAR                      |
| 41276 -           | 1999 XG83              | 7 de desembre del 1999  | LINEAR                      |
| 41277 -           | 1999 XS85              | 7 de desembre del 1999  | LINEAR                      |
| 41278 -           | 1999 XA90              | 7 de desembre del 1999  | LINEAR                      |
| 41279 Trentman    | 1999 XD95              | 8 de desembre del 1999  | L. Robinson                 |
| 41280 -           | 1999 XJ95              | 7 de desembre del 1999  | T. Kobayashi                |
| 41281 -           | 1999 XZ95              | 9 de desembre del 1999  | T. Kobayashi                |
| 41282 -           | 1999 XO96              | 7 de desembre del 1999  | LINEAR                      |
| 41283 -           | 1999 XM99              | 7 de desembre del 1999  | LINEAR                      |
| 41284 -           | 1999 XP102             | 7 de desembre del 1999  | LINEAR                      |
| 41285 -           | 1999 XM106             | 4 de desembre del 1999  | CSS                         |
| 41286 -           | 1999 XN106             | 4 de desembre del 1999  | CSS                         |
| 41287 -           | 1999 XZ106             | 4 de desembre del 1999  | CSS                         |
| 41288 -           | 1999 XD107             | 4 de desembre del 1999  | CSS                         |
| 41289 -           | 1999 XN107             | 4 de desembre del 1999  | CSS                         |
| 41290 -           | 1999 XB108             | 4 de desembre del 1999  | CSS                         |
| 41291 -           | 1999 XE108             | 4 de desembre del 1999  | CSS                         |
| 41292 -           | 1999 XH108             | 4 de desembre del 1999  | CSS                         |
| 41293 -           | 1999 XY108             | 4 de desembre del 1999  | CSS                         |
| 41294 -           | 1999 XH109             | 4 de desembre del 1999  | CSS                         |
| 41295 -           | 1999 XM110             | 4 de desembre del 1999  | CSS                         |
| 41296 -           | 1999 XY119             | 5 de desembre del 1999  | CSS                         |
| 41297 -           | 1999 XE123             | 7 de desembre del 1999  | CSS                         |
| 41298 -           | 1999 XT123             | 7 de desembre del 1999  | CSS                         |
| 41299 -           | 1999 XY125             | 7 de desembre del 1999  | CSS                         |
| 41300 -           | 1999 XZ126             | 7 de desembre del 1999  | CSS                         |
| 41301-41400       |                        |                         |                             |
| 41301 -           | 1999 XP127             | 6 de desembre del 1999  | S. Sposetti                 |
| 41302 -           | 1999 XO129             | 12 de desembre del 1999 | LINEAR                      |
| 41303 -           | 1999 XP139             | 2 de desembre del 1999  | Spacewatch                  |
| 41304 -           | 1999 XA141             | 2 de desembre del 1999  | Spacewatch                  |
| 41305 -           | 1999 XK143             | 15 de desembre del 1999 | C. W. Juels                 |
| 41306 -           | 1999 XT146             | 7 de desembre del 1999  | Spacewatch                  |
| 41307 -           | 1999 XA149             | 8 de desembre del 1999  | Spacewatch                  |
| 41308 -           | 1999 XA154             | 8 de desembre del 1999  | LINEAR                      |
| 41309 -           | 1999 XT157             | 8 de desembre del 1999  | LINEAR                      |
| 41310 -           | 1999 XC158             | 8 de desembre del 1999  | LINEAR                      |
| 41311 -           | 1999 XR166             | 10 de desembre del 1999 | LINEAR                      |
| 41312 -           | 1999 XU167             | 10 de desembre del 1999 | LINEAR                      |
| 41313 -           | 1999 XD168             | 10 de desembre del 1999 | LINEAR                      |
| 41314 -           | 1999 XN168             | 10 de desembre del 1999 | LINEAR                      |
| 41315 -           | 1999 XU168             | 10 de desembre del 1999 | LINEAR                      |
| 41316 -           | 1999 XJ187             | 12 de desembre del 1999 | LINEAR                      |
| 41317 -           | 1999 XO191             | 12 de desembre del 1999 | LINEAR                      |
| 41318 -           | 1999 XT196             | 12 de desembre del 1999 | LINEAR                      |
| 41319 -           | 1999 XJ208             | 13 de desembre del 1999 | LINEAR                      |
| 41320 -           | 1999 XJ209             | 13 de desembre del 1999 | LINEAR                      |
| 41321 -           | 1999 XM209             | 13 de desembre del 1999 | LINEAR                      |
| 41322 -           | 1999 XK212             | 14 de desembre del 1999 | LINEAR                      |
| 41323 -           | 1999 XM212             | 14 de desembre del 1999 | LINEAR                      |
| 41324 -           | 1999 XO212             | 14 de desembre del 1999 | LINEAR                      |
| 41325 -           | 1999 XR212             | 14 de desembre del 1999 | LINEAR                      |
| 41326 -           | 1999 XY212             | 14 de desembre del 1999 | LINEAR                      |
| 41327 -           | 1999 XD217             | 13 de desembre del 1999 | Spacewatch                  |
| 41328 -           | 1999 XP220             | 14 de desembre del 1999 | LINEAR                      |
| 41329 -           | 1999 XM221             | 15 de desembre del 1999 | LINEAR                      |
| 41330 -           | 1999 XU225             | 13 de desembre del 1999 | Spacewatch                  |
| 41331 -           | 1999 XB232             | 9 de desembre del 1999  | LINEAR                      |
| 41332 -           | 1999 XM233             | 3 de desembre del 1999  | LINEAR                      |
| 41333 -           | 1999 XL238             | 3 de desembre del 1999  | LINEAR                      |
| 41334 -           | 1999 XE242             | 13 de desembre del 1999 | CSS                         |
| 41335 -           | 1999 XL244             | 3 de desembre del 1999  | LINEAR                      |
| 41336 -           | 1999 XX244             | 4 de desembre del 1999  | Spacewatch                  |
| 41337 -           | 1999 XN258             | 5 de desembre del 1999  | LONEOS                      |
| 41338 -           | 1999 YF4               | 25 de desembre del 1999 | P. G. Comba                 |
| 41339 -           | 1999 YR9               | 31 de desembre del 1999 | T. Kobayashi                |
| 41340 -           | 1999 YO14              | 31 de desembre del 1999 | LINEAR                      |
| 41341 -           | 1999 YZ21              | 30 de desembre del 1999 | LONEOS                      |
| 41342 -           | 1999 YC23              | 30 de desembre del 1999 | LONEOS                      |
| 41343 -           | 2000 AY9               | 3 de gener del 2000     | LINEAR                      |
| 41344 -           | 2000 AR16              | 3 de gener del 2000     | LINEAR                      |
| 41345 -           | 2000 AB18              | 3 de gener del 2000     | LINEAR                      |
| 41346 -           | 2000 AW19              | 3 de gener del 2000     | LINEAR                      |
| 41347 -           | 2000 AR22              | 3 de gener del 2000     | LINEAR                      |
| 41348 -           | 2000 AH23              | 3 de gener del 2000     | LINEAR                      |
| 41349 -           | 2000 AA24              | 3 de gener del 2000     | LINEAR                      |
| 41350 -           | 2000 AJ25              | 3 de gener del 2000     | LINEAR                      |
| 41351 -           | 2000 AS27              | 3 de gener del 2000     | LINEAR                      |
| 41352 -           | 2000 AT31              | 3 de gener del 2000     | LINEAR                      |
| 41353 -           | 2000 AB33              | 3 de gener del 2000     | LINEAR                      |
| 41354 -           | 2000 AW33              | 3 de gener del 2000     | LINEAR                      |
| 41355 -           | 2000 AF36              | 3 de gener del 2000     | LINEAR                      |
| 41356 -           | 2000 AZ51              | 4 de gener del 2000     | LINEAR                      |
| 41357 -           | 2000 AD52              | 4 de gener del 2000     | LINEAR                      |
| 41358 -           | 2000 AJ54              | 4 de gener del 2000     | LINEAR                      |
| 41359 -           | 2000 AG55              | 4 de gener del 2000     | LINEAR                      |
| 41360 -           | 2000 AN68              | 5 de gener del 2000     | LINEAR                      |
| 41361 -           | 2000 AO76              | 5 de gener del 2000     | LINEAR                      |
| 41362 -           | 2000 AJ81              | 5 de gener del 2000     | LINEAR                      |
| 41363 -           | 2000 AA90              | 5 de gener del 2000     | LINEAR                      |
| 41364 -           | 2000 AD96              | 4 de gener del 2000     | LINEAR                      |
| 41365 -           | 2000 AO98              | 5 de gener del 2000     | LINEAR                      |
| 41366 -           | 2000 AU98              | 5 de gener del 2000     | LINEAR                      |
| 41367 -           | 2000 AP99              | 5 de gener del 2000     | LINEAR                      |
| 41368 -           | 2000 AA100             | 5 de gener del 2000     | LINEAR                      |
| 41369 -           | 2000 AG100             | 5 de gener del 2000     | LINEAR                      |
| 41370 -           | 2000 AA101             | 5 de gener del 2000     | LINEAR                      |
| 41371 -           | 2000 AB101             | 5 de gener del 2000     | LINEAR                      |
| 41372 -           | 2000 AC101             | 5 de gener del 2000     | LINEAR                      |
| 41373 -           | 2000 AR101             | 5 de gener del 2000     | LINEAR                      |
| 41374 -           | 2000 AW101             | 5 de gener del 2000     | LINEAR                      |
| 41375 -           | 2000 AD102             | 5 de gener del 2000     | LINEAR                      |
| 41376 -           | 2000 AT103             | 5 de gener del 2000     | LINEAR                      |
| 41377 -           | 2000 AB104             | 5 de gener del 2000     | LINEAR                      |
| 41378 -           | 2000 AP105             | 5 de gener del 2000     | LINEAR                      |
| 41379 -           | 2000 AS105             | 5 de gener del 2000     | LINEAR                      |
| 41380 -           | 2000 AM113             | 5 de gener del 2000     | LINEAR                      |
| 41381 -           | 2000 AG117             | 5 de gener del 2000     | LINEAR                      |
| 41382 -           | 2000 AV124             | 5 de gener del 2000     | LINEAR                      |
| 41383 -           | 2000 AH138             | 5 de gener del 2000     | LINEAR                      |
| 41384 -           | 2000 AJ138             | 5 de gener del 2000     | LINEAR                      |
| 41385 -           | 2000 AQ138             | 5 de gener del 2000     | LINEAR                      |
| 41386 -           | 2000 AD140             | 5 de gener del 2000     | LINEAR                      |
| 41387 -           | 2000 AE140             | 5 de gener del 2000     | LINEAR                      |
| 41388 -           | 2000 AJ140             | 5 de gener del 2000     | LINEAR                      |
| 41389 -           | 2000 AM140             | 5 de gener del 2000     | LINEAR                      |
| 41390 -           | 2000 AX145             | 7 de gener del 2000     | LINEAR                      |
| 41391 -           | 2000 AX148             | 7 de gener del 2000     | LINEAR                      |
| 41392 -           | 2000 AA149             | 7 de gener del 2000     | LINEAR                      |
| 41393 -           | 2000 AV151             | 8 de gener del 2000     | LINEAR                      |
| 41394 -           | 2000 AW162             | 5 de gener del 2000     | LINEAR                      |
| 41395 -           | 2000 AY169             | 7 de gener del 2000     | LINEAR                      |
| 41396 -           | 2000 AG175             | 7 de gener del 2000     | LINEAR                      |
| 41397 -           | 2000 AS175             | 7 de gener del 2000     | LINEAR                      |
| 41398 -           | 2000 AH177             | 7 de gener del 2000     | LINEAR                      |
| 41399 -           | 2000 AR177             | 7 de gener del 2000     | LINEAR                      |
| 41400 -           | 2000 AR185             | 8 de gener del 2000     | LINEAR                      |
| 41401-41500       |                        |                         |                             |
| 41401 -           | 2000 AU186             | 8 de gener del 2000     | LINEAR                      |
| 41402 -           | 2000 AV186             | 8 de gener del 2000     | LINEAR                      |
| 41403 -           | 2000 AW186             | 8 de gener del 2000     | LINEAR                      |
| 41404 -           | 2000 AG187             | 8 de gener del 2000     | LINEAR                      |
| 41405 -           | 2000 AS187             | 8 de gener del 2000     | LINEAR                      |
| 41406 -           | 2000 AD188             | 8 de gener del 2000     | LINEAR                      |
| 41407 -           | 2000 AL188             | 8 de gener del 2000     | LINEAR                      |
| 41408 -           | 2000 AV196             | 8 de gener del 2000     | LINEAR                      |
| 41409 -           | 2000 AW199             | 9 de gener del 2000     | LINEAR                      |
| 41410 -           | 2000 AD200             | 9 de gener del 2000     | LINEAR                      |
| 41411 -           | 2000 AK200             | 9 de gener del 2000     | LINEAR                      |
| 41412 -           | 2000 AO200             | 9 de gener del 2000     | LINEAR                      |
| 41413 -           | 2000 AF210             | 5 de gener del 2000     | Spacewatch                  |
| 41414 -           | 2000 AC215             | 7 de gener del 2000     | Spacewatch                  |
| 41415 -           | 2000 AX230             | 4 de gener del 2000     | LONEOS                      |
| 41416 -           | 2000 AF231             | 4 de gener del 2000     | LONEOS                      |
| 41417 -           | 2000 AL233             | 4 de gener del 2000     | Spacewatch                  |
| 41418 -           | 2000 AR233             | 5 de gener del 2000     | LINEAR                      |
| 41419 -           | 2000 AW234             | 5 de gener del 2000     | LINEAR                      |
| 41420 -           | 2000 AQ240             | 7 de gener del 2000     | LONEOS                      |
| 41421 -           | 2000 AZ240             | 7 de gener del 2000     | LONEOS                      |
| 41422 -           | 2000 CB5               | 2 de febrer del 2000    | LINEAR                      |
| 41423 -           | 2000 CU24              | 2 de febrer del 2000    | LINEAR                      |
| 41424 -           | 2000 CK40              | 4 de febrer del 2000    | LINEAR                      |
| 41425 -           | 2000 CE77              | 10 de febrer del 2000   | K. Korlević                 |
| 41426 -           | 2000 CJ140             | 5 de febrer del 2000    | Spacewatch                  |
| 41427 -           | 2000 DY4               | 28 de febrer del 2000   | LINEAR                      |
| 41428 -           | 2000 EL85              | 8 de març del 2000      | LINEAR                      |
| 41429 -           | 2000 GE2               | 3 d'abril del 2000      | LINEAR                      |
| 41430 -           | 2000 GN4               | 4 d'abril del 2000      | LINEAR                      |
| 41431 -           | 2000 GY6               | 4 d'abril del 2000      | LINEAR                      |
| 41432 -           | 2000 GE35              | 5 d'abril del 2000      | LINEAR                      |
| 41433 -           | 2000 GY51              | 5 d'abril del 2000      | LINEAR                      |
| 41434 -           | 2000 GB82              | 7 d'abril del 2000      | LINEAR                      |
| 41435 -           | 2000 GQ89              | 4 d'abril del 2000      | LINEAR                      |
| 41436 -           | 2000 GJ95              | 6 d'abril del 2000      | LINEAR                      |
| 41437 -           | 2000 GT122             | 11 d'abril del 2000     | C. W. Juels                 |
| 41438 -           | 2000 GG124             | 7 d'abril del 2000      | LINEAR                      |
| 41439 -           | 2000 GO134             | 8 d'abril del 2000      | LINEAR                      |
| 41440 -           | 2000 HZ23              | 27 d'abril del 2000     | LONEOS                      |
| 41441 -           | 2000 HK25              | 24 d'abril del 2000     | LONEOS                      |
| 41442 -           | 2000 JS51              | 9 de maig del 2000      | LINEAR                      |
| 41443 -           | 2000 JD73              | 2 de maig del 2000      | LONEOS                      |
| 41444 -           | 2000 JK76              | 6 de maig del 2000      | LINEAR                      |
| 41445 -           | 2000 KF56              | 27 de maig del 2000     | LINEAR                      |
| 41446 -           | 2000 LW                | 1 de juny del 2000      | Spacewatch                  |
| 41447 -           | 2000 LK4               | 4 de juny del 2000      | LINEAR                      |
| 41448 -           | 2000 LJ12              | 4 de juny del 2000      | LINEAR                      |
| 41449 -           | 2000 LN12              | 5 de juny del 2000      | LINEAR                      |
| 41450 Medkeff     | 2000 LF15              | 1 de juny del 2000      | M. Collins, M. White        |
| 41451 -           | 2000 LJ24              | 1 de juny del 2000      | LINEAR                      |
| 41452 -           | 2000 LD29              | 9 de juny del 2000      | LONEOS                      |
| 41453 -           | 2000 MJ4               | 25 de juny del 2000     | LINEAR                      |
| 41454 -           | 2000 MQ5               | 26 de juny del 2000     | LINEAR                      |
| 41455 -           | 2000 NC                | 1 de juliol del 2000    | P. G. Comba                 |
| 41456 -           | 2000 NT                | 3 de juliol del 2000    | P. G. Comba                 |
| 41457 -           | 2000 ND2               | 5 de juliol del 2000    | Spacewatch                  |
| 41458 -           | 2000 NN14              | 5 de juliol del 2000    | LONEOS                      |
| 41459 -           | 2000 NO20              | 6 de juliol del 2000    | Spacewatch                  |
| 41460 -           | 2000 NC28              | 3 de juliol del 2000    | LINEAR                      |
| 41461 -           | 2000 ON                | 23 de juliol del 2000   | LINEAR                      |
| 41462 -           | 2000 OJ13              | 23 de juliol del 2000   | LINEAR                      |
| 41463 -           | 2000 OG21              | 31 de juliol del 2000   | LINEAR                      |
| 41464 -           | 2000 OL22              | 31 de juliol del 2000   | LINEAR                      |
| 41465 -           | 2000 OV22              | 23 de juliol del 2000   | LINEAR                      |
| 41466 -           | 2000 OW24              | 23 de juliol del 2000   | LINEAR                      |
| 41467 -           | 2000 OG29              | 30 de juliol del 2000   | LINEAR                      |
| 41468 -           | 2000 OS46              | 31 de juliol del 2000   | LINEAR                      |
| 41469 -           | 2000 OT49              | 31 de juliol del 2000   | LINEAR                      |
| 41470 -           | 2000 OK50              | 31 de juliol del 2000   | LINEAR                      |
| 41471 -           | 2000 OC51              | 30 de juliol del 2000   | LINEAR                      |
| 41472 -           | 2000 OA59              | 29 de juliol del 2000   | LONEOS                      |
| 41473 -           | 2000 PU9               | 9 d'agost del 2000      | L. Šarounová                |
| 41474 -           | 2000 PE13              | 1 d'agost del 2000      | LINEAR                      |
| 41475 -           | 2000 PR13              | 1 d'agost del 2000      | LINEAR                      |
| 41476 -           | 2000 PC14              | 1 d'agost del 2000      | LINEAR                      |
| 41477 -           | 2000 PP26              | 5 d'agost del 2000      | NEAT                        |
| 41478 -           | 2000 PR28              | 3 d'agost del 2000      | LINEAR                      |
| 41479 -           | 2000 QQ27              | 24 d'agost del 2000     | LINEAR                      |
| 41480 -           | 2000 QZ29              | 25 d'agost del 2000     | LINEAR                      |
| 41481 -           | 2000 QE35              | 28 d'agost del 2000     | BATTeRS                     |
| 41482 -           | 2000 QF37              | 24 d'agost del 2000     | LINEAR                      |
| 41483 -           | 2000 QD41              | 24 d'agost del 2000     | LINEAR                      |
| 41484 -           | 2000 QB44              | 24 d'agost del 2000     | LINEAR                      |
| 41485 -           | 2000 QF51              | 24 d'agost del 2000     | LINEAR                      |
| 41486 -           | 2000 QQ62              | 28 d'agost del 2000     | LINEAR                      |
| 41487 -           | 2000 QL64              | 28 d'agost del 2000     | LINEAR                      |
| 41488 Sindbad     | 2000 QE71              | 29 d'agost del 2000     | J. Broughton                |
| 41489 -           | 2000 QL73              | 24 d'agost del 2000     | LINEAR                      |
| 41490 -           | 2000 QX75              | 24 d'agost del 2000     | LINEAR                      |
| 41491 -           | 2000 QK80              | 24 d'agost del 2000     | LINEAR                      |
| 41492 -           | 2000 QC89              | 25 d'agost del 2000     | LINEAR                      |
| 41493 -           | 2000 QO101             | 28 d'agost del 2000     | LINEAR                      |
| 41494 -           | 2000 QX111             | 24 d'agost del 2000     | LINEAR                      |
| 41495 -           | 2000 QH117             | 26 d'agost del 2000     | LINEAR                      |
| 41496 -           | 2000 QB118             | 25 d'agost del 2000     | LINEAR                      |
| 41497 -           | 2000 QC128             | 24 d'agost del 2000     | LINEAR                      |
| 41498 -           | 2000 QK128             | 24 d'agost del 2000     | LINEAR                      |
| 41499 -           | 2000 QH143             | 31 d'agost del 2000     | LINEAR                      |
| 41500 -           | 2000 QO143             | 31 d'agost del 2000     | LINEAR                      |
| 41501-41600       |                        |                         |                             |
| 41501 -           | 2000 QA146             | 31 d'agost del 2000     | LINEAR                      |
| 41502 -           | 2000 QK147             | 23 d'agost del 2000     | BATTeRS                     |
| 41503 -           | 2000 QG148             | 26 d'agost del 2000     | Uppsala-DLR Asteroid Survey |
| 41504 -           | 2000 QY148             | 29 d'agost del 2000     | R. H. McNaught              |
| 41505 -           | 2000 QP150             | 25 d'agost del 2000     | LINEAR                      |
| 41506 -           | 2000 QD151             | 25 d'agost del 2000     | LINEAR                      |
| 41507 -           | 2000 QU157             | 31 d'agost del 2000     | LINEAR                      |
| 41508 -           | 2000 QY160             | 31 d'agost del 2000     | LINEAR                      |
| 41509 -           | 2000 QL169             | 31 d'agost del 2000     | LINEAR                      |
| 41510 -           | 2000 QU171             | 31 d'agost del 2000     | LINEAR                      |
| 41511 -           | 2000 QC174             | 31 d'agost del 2000     | LINEAR                      |
| 41512 -           | 2000 QV179             | 31 d'agost del 2000     | LINEAR                      |
| 41513 -           | 2000 QL180             | 31 d'agost del 2000     | LINEAR                      |
| 41514 -           | 2000 QR180             | 31 d'agost del 2000     | LINEAR                      |
| 41515 -           | 2000 QL181             | 31 d'agost del 2000     | LINEAR                      |
| 41516 -           | 2000 QN181             | 31 d'agost del 2000     | LINEAR                      |
| 41517 -           | 2000 QK182             | 31 d'agost del 2000     | LINEAR                      |
| 41518 -           | 2000 QD196             | 28 d'agost del 2000     | LINEAR                      |
| 41519 -           | 2000 QH196             | 28 d'agost del 2000     | LINEAR                      |
| 41520 -           | 2000 QG207             | 31 d'agost del 2000     | LINEAR                      |
| 41521 -           | 2000 QL207             | 31 d'agost del 2000     | LINEAR                      |
| 41522 -           | 2000 QX211             | 31 d'agost del 2000     | LINEAR                      |
| 41523 -           | 2000 QD217             | 31 d'agost del 2000     | LINEAR                      |
| 41524 -           | 2000 QU217             | 31 d'agost del 2000     | LINEAR                      |
| 41525 -           | 2000 QP218             | 20 d'agost del 2000     | Spacewatch                  |
| 41526 -           | 2000 QW221             | 21 d'agost del 2000     | LONEOS                      |
| 41527 -           | 2000 QX221             | 21 d'agost del 2000     | LONEOS                      |
| 41528 -           | 2000 RN4               | 1 de setembre del 2000  | LINEAR                      |
| 41529 -           | 2000 RC6               | 1 de setembre del 2000  | LINEAR                      |
| 41530 -           | 2000 RD9               | 1 de setembre del 2000  | LINEAR                      |
| 41531 -           | 2000 RN9               | 1 de setembre del 2000  | LINEAR                      |
| 41532 -           | 2000 RO9               | 1 de setembre del 2000  | LINEAR                      |
| 41533 -           | 2000 RV9               | 1 de setembre del 2000  | LINEAR                      |
| 41534 -           | 2000 RX9               | 1 de setembre del 2000  | LINEAR                      |
| 41535 -           | 2000 RL10              | 1 de setembre del 2000  | LINEAR                      |
| 41536 -           | 2000 RJ15              | 1 de setembre del 2000  | LINEAR                      |
| 41537 -           | 2000 RS15              | 1 de setembre del 2000  | LINEAR                      |
| 41538 -           | 2000 RC30              | 1 de setembre del 2000  | LINEAR                      |
| 41539 -           | 2000 RA32              | 1 de setembre del 2000  | LINEAR                      |
| 41540 -           | 2000 RT38              | 4 de setembre del 2000  | LINEAR                      |
| 41541 -           | 2000 RV38              | 5 de setembre del 2000  | LINEAR                      |
| 41542 -           | 2000 RZ38              | 5 de setembre del 2000  | LINEAR                      |
| 41543 -           | 2000 RU40              | 3 de setembre del 2000  | LINEAR                      |
| 41544 -           | 2000 RD41              | 3 de setembre del 2000  | LINEAR                      |
| 41545 -           | 2000 RA43              | 3 de setembre del 2000  | LINEAR                      |
| 41546 -           | 2000 RZ45              | 3 de setembre del 2000  | LINEAR                      |
| 41547 -           | 2000 RA46              | 3 de setembre del 2000  | LINEAR                      |
| 41548 -           | 2000 RG46              | 3 de setembre del 2000  | LINEAR                      |
| 41549 -           | 2000 RN46              | 3 de setembre del 2000  | LINEAR                      |
| 41550 -           | 2000 RO46              | 3 de setembre del 2000  | LINEAR                      |
| 41551 -           | 2000 RN50              | 5 de setembre del 2000  | LINEAR                      |
| 41552 -           | 2000 RS52              | 1 de setembre del 2000  | LINEAR                      |
| 41553 -           | 2000 RT52              | 1 de setembre del 2000  | LINEAR                      |
| 41554 -           | 2000 RH53              | 5 de setembre del 2000  | K. Korlević                 |
| 41555 -           | 2000 RT53              | 1 de setembre del 2000  | LINEAR                      |
| 41556 -           | 2000 RC54              | 1 de setembre del 2000  | LINEAR                      |
| 41557 -           | 2000 RJ54              | 1 de setembre del 2000  | LINEAR                      |
| 41558 -           | 2000 RG57              | 7 de setembre del 2000  | Spacewatch                  |
| 41559 -           | 2000 RD60              | 8 de setembre del 2000  | K. Korlević                 |
| 41560 -           | 2000 RF66              | 1 de setembre del 2000  | LINEAR                      |
| 41561 -           | 2000 RQ66              | 1 de setembre del 2000  | LINEAR                      |
| 41562 -           | 2000 RR67              | 1 de setembre del 2000  | LINEAR                      |
| 41563 -           | 2000 RL71              | 2 de setembre del 2000  | LINEAR                      |
| 41564 -           | 2000 RX71              | 2 de setembre del 2000  | LINEAR                      |
| 41565 -           | 2000 RJ72              | 2 de setembre del 2000  | LINEAR                      |
| 41566 -           | 2000 RU72              | 2 de setembre del 2000  | LINEAR                      |
| 41567 -           | 2000 RN73              | 2 de setembre del 2000  | LINEAR                      |
| 41568 -           | 2000 RU73              | 2 de setembre del 2000  | LINEAR                      |
| 41569 -           | 2000 RC74              | 2 de setembre del 2000  | LINEAR                      |
| 41570 -           | 2000 RW75              | 3 de setembre del 2000  | LINEAR                      |
| 41571 -           | 2000 RT81              | 1 de setembre del 2000  | LINEAR                      |
| 41572 -           | 2000 RL92              | 3 de setembre del 2000  | LINEAR                      |
| 41573 -           | 2000 RB99              | 5 de setembre del 2000  | LONEOS                      |
| 41574 -           | 2000 SQ1               | 19 de setembre del 2000 | LINEAR                      |
| 41575 -           | 2000 ST1               | 20 de setembre del 2000 | W. K. Y. Yeung              |
| 41576 -           | 2000 SF2               | 20 de setembre del 2000 | LINEAR                      |
| 41577 -           | 2000 SV2               | 20 de setembre del 2000 | LINEAR                      |
| 41578 -           | 2000 SE3               | 20 de setembre del 2000 | LINEAR                      |
| 41579 -           | 2000 SG20              | 23 de setembre del 2000 | LINEAR                      |
| 41580 -           | 2000 SV22              | 20 de setembre del 2000 | NEAT                        |
| 41581 -           | 2000 SY22              | 25 de setembre del 2000 | K. Korlević                 |
| 41582 -           | 2000 SL27              | 23 de setembre del 2000 | LINEAR                      |
| 41583 -           | 2000 SP34              | 24 de setembre del 2000 | LINEAR                      |
| 41584 -           | 2000 SL35              | 24 de setembre del 2000 | LINEAR                      |
| 41585 -           | 2000 ST37              | 24 de setembre del 2000 | LINEAR                      |
| 41586 -           | 2000 SH38              | 24 de setembre del 2000 | LINEAR                      |
| 41587 -           | 2000 SX38              | 24 de setembre del 2000 | LINEAR                      |
| 41588 -           | 2000 SC46              | 22 de setembre del 2000 | LINEAR                      |
| 41589 -           | 2000 SJ46              | 22 de setembre del 2000 | LINEAR                      |
| 41590 -           | 2000 SZ50              | 23 de setembre del 2000 | LINEAR                      |
| 41591 -           | 2000 SL52              | 23 de setembre del 2000 | LINEAR                      |
| 41592 -           | 2000 ST53              | 24 de setembre del 2000 | LINEAR                      |
| 41593 -           | 2000 SH58              | 24 de setembre del 2000 | LINEAR                      |
| 41594 -           | 2000 SG63              | 24 de setembre del 2000 | LINEAR                      |
| 41595 -           | 2000 SV66              | 24 de setembre del 2000 | LINEAR                      |
| 41596 -           | 2000 SW67              | 24 de setembre del 2000 | LINEAR                      |
| 41597 -           | 2000 ST72              | 24 de setembre del 2000 | LINEAR                      |
| 41598 -           | 2000 SL74              | 24 de setembre del 2000 | LINEAR                      |
| 41599 -           | 2000 SV75              | 24 de setembre del 2000 | LINEAR                      |
| 41600 -           | 2000 SJ76              | 24 de setembre del 2000 | LINEAR                      |
| 41601-41700       |                        |                         |                             |
| 41601 -           | 2000 SH78              | 24 de setembre del 2000 | LINEAR                      |
| 41602 -           | 2000 SA81              | 24 de setembre del 2000 | LINEAR                      |
| 41603 -           | 2000 SN102             | 24 de setembre del 2000 | LINEAR                      |
| 41604 -           | 2000 SO104             | 24 de setembre del 2000 | LINEAR                      |
| 41605 -           | 2000 SV106             | 24 de setembre del 2000 | LINEAR                      |
| 41606 -           | 2000 SO108             | 24 de setembre del 2000 | LINEAR                      |
| 41607 -           | 2000 SJ113             | 24 de setembre del 2000 | LINEAR                      |
| 41608 -           | 2000 SS114             | 24 de setembre del 2000 | LINEAR                      |
| 41609 -           | 2000 SR117             | 24 de setembre del 2000 | LINEAR                      |
| 41610 -           | 2000 SR119             | 24 de setembre del 2000 | LINEAR                      |
| 41611 -           | 2000 SY120             | 24 de setembre del 2000 | LINEAR                      |
| 41612 -           | 2000 SO124             | 24 de setembre del 2000 | LINEAR                      |
| 41613 -           | 2000 SP144             | 24 de setembre del 2000 | LINEAR                      |
| 41614 -           | 2000 SX145             | 24 de setembre del 2000 | LINEAR                      |
| 41615 -           | 2000 SM149             | 24 de setembre del 2000 | LINEAR                      |
| 41616 -           | 2000 SP149             | 24 de setembre del 2000 | LINEAR                      |
| 41617 -           | 2000 SK151             | 24 de setembre del 2000 | LINEAR                      |
| 41618 -           | 2000 SU151             | 24 de setembre del 2000 | LINEAR                      |
| 41619 -           | 2000 SM153             | 24 de setembre del 2000 | LINEAR                      |
| 41620 -           | 2000 SU160             | 27 de setembre del 2000 | LINEAR                      |
| 41621 -           | 2000 SY161             | 20 de setembre del 2000 | NEAT                        |
| 41622 -           | 2000 SP166             | 23 de setembre del 2000 | LINEAR                      |
| 41623 -           | 2000 SN167             | 23 de setembre del 2000 | LINEAR                      |
| 41624 -           | 2000 SU167             | 23 de setembre del 2000 | LINEAR                      |
| 41625 -           | 2000 SA168             | 23 de setembre del 2000 | LINEAR                      |
| 41626 -           | 2000 SQ170             | 24 de setembre del 2000 | LINEAR                      |
| 41627 -           | 2000 SK171             | 24 de setembre del 2000 | LINEAR                      |
| 41628 -           | 2000 SW176             | 28 de setembre del 2000 | LINEAR                      |
| 41629 -           | 2000 SA177             | 28 de setembre del 2000 | LINEAR                      |
| 41630 -           | 2000 SM185             | 21 de setembre del 2000 | Spacewatch                  |
| 41631 -           | 2000 SN185             | 21 de setembre del 2000 | Spacewatch                  |
| 41632 -           | 2000 SL204             | 24 de setembre del 2000 | LINEAR                      |
| 41633 -           | 2000 SR216             | 26 de setembre del 2000 | LINEAR                      |
| 41634 -           | 2000 SO218             | 26 de setembre del 2000 | LINEAR                      |
| 41635 -           | 2000 SE220             | 26 de setembre del 2000 | LINEAR                      |
| 41636 -           | 2000 SZ220             | 26 de setembre del 2000 | LINEAR                      |
| 41637 -           | 2000 SA225             | 27 de setembre del 2000 | LINEAR                      |
| 41638 -           | 2000 SS225             | 27 de setembre del 2000 | LINEAR                      |
| 41639 -           | 2000 SD227             | 27 de setembre del 2000 | LINEAR                      |
| 41640 -           | 2000 SJ227             | 27 de setembre del 2000 | LINEAR                      |
| 41641 -           | 2000 SV229             | 28 de setembre del 2000 | LINEAR                      |
| 41642 -           | 2000 SK230             | 28 de setembre del 2000 | LINEAR                      |
| 41643 -           | 2000 SH268             | 27 de setembre del 2000 | LINEAR                      |
| 41644 -           | 2000 SC269             | 27 de setembre del 2000 | LINEAR                      |
| 41645 -           | 2000 SD269             | 27 de setembre del 2000 | LINEAR                      |
| 41646 -           | 2000 SJ273             | 28 de setembre del 2000 | LINEAR                      |
| 41647 -           | 2000 ST275             | 28 de setembre del 2000 | LINEAR                      |
| 41648 -           | 2000 SP276             | 30 de setembre del 2000 | LINEAR                      |
| 41649 -           | 2000 SA279             | 30 de setembre del 2000 | LINEAR                      |
| 41650 -           | 2000 SU280             | 29 de setembre del 2000 | NEAT                        |
| 41651 -           | 2000 ST293             | 27 de setembre del 2000 | LINEAR                      |
| 41652 -           | 2000 SA294             | 27 de setembre del 2000 | LINEAR                      |
| 41653 -           | 2000 SC294             | 27 de setembre del 2000 | LINEAR                      |
| 41654 -           | 2000 SE295             | 27 de setembre del 2000 | LINEAR                      |
| 41655 -           | 2000 SJ302             | 28 de setembre del 2000 | LINEAR                      |
| 41656 -           | 2000 SH303             | 28 de setembre del 2000 | LINEAR                      |
| 41657 -           | 2000 SN308             | 30 de setembre del 2000 | LINEAR                      |
| 41658 -           | 2000 SP319             | 26 de setembre del 2000 | LINEAR                      |
| 41659 -           | 2000 SP358             | 24 de setembre del 2000 | NEAT                        |
| 41660 -           | 2000 SV362             | 20 de setembre del 2000 | LINEAR                      |
| 41661 -           | 2000 SK369             | 22 de setembre del 2000 | LONEOS                      |
| 41662 -           | 2000 TB                | 1 d'octubre del 2000    | W. K. Y. Yeung              |
| 41663 -           | 2000 TK16              | 1 d'octubre del 2000    | LINEAR                      |
| 41664 -           | 2000 TR16              | 1 d'octubre del 2000    | LINEAR                      |
| 41665 -           | 2000 TH18              | 1 d'octubre del 2000    | LINEAR                      |
| 41666 -           | 2000 TQ18              | 1 d'octubre del 2000    | LINEAR                      |
| 41667 -           | 2000 TE19              | 1 d'octubre del 2000    | LINEAR                      |
| 41668 -           | 2000 TP25              | 2 d'octubre del 2000    | LINEAR                      |
| 41669 -           | 2000 TW28              | 6 d'octubre del 2000    | C. W. Juels                 |
| 41670 -           | 2000 TC29              | 3 d'octubre del 2000    | LINEAR                      |
| 41671 -           | 2000 TF34              | 2 d'octubre del 2000    | LONEOS                      |
| 41672 -           | 2000 TX36              | 15 d'octubre del 2000   | C. W. Juels                 |
| 41673 -           | 2000 TU39              | 1 d'octubre del 2000    | LINEAR                      |
| 41674 -           | 2000 TV62              | 2 d'octubre del 2000    | LINEAR                      |
| 41675 -           | 2000 UZ1               | 22 d'octubre del 2000   | K. Korlević                 |
| 41676 -           | 2000 UR2               | 24 d'octubre del 2000   | W. K. Y. Yeung              |
| 41677 -           | 2000 UD7               | 24 d'octubre del 2000   | LINEAR                      |
| 41678 -           | 2000 UV7               | 24 d'octubre del 2000   | LINEAR                      |
| 41679 -           | 2000 UC8               | 24 d'octubre del 2000   | LINEAR                      |
| 41680 -           | 2000 UY8               | 24 d'octubre del 2000   | LINEAR                      |
| 41681 -           | 2000 UA10              | 24 d'octubre del 2000   | LINEAR                      |
| 41682 -           | 2000 UP10              | 24 d'octubre del 2000   | LINEAR                      |
| 41683 -           | 2000 UZ14              | 25 d'octubre del 2000   | LINEAR                      |
| 41684 -           | 2000 UL15              | 25 d'octubre del 2000   | W. K. Y. Yeung              |
| 41685 -           | 2000 UG16              | 29 d'octubre del 2000   | LINEAR                      |
| 41686 -           | 2000 UN16              | 29 d'octubre del 2000   | C. W. Juels                 |
| 41687 -           | 2000 UY16              | 30 d'octubre del 2000   | J. M. Roe                   |
| 41688 -           | 2000 UV18              | 25 d'octubre del 2000   | LINEAR                      |
| 41689 -           | 2000 UW18              | 25 d'octubre del 2000   | LINEAR                      |
| 41690 -           | 2000 UR19              | 29 d'octubre del 2000   | LINEAR                      |
| 41691 -           | 2000 UF25              | 24 d'octubre del 2000   | LINEAR                      |
| 41692 -           | 2000 UC27              | 24 d'octubre del 2000   | LINEAR                      |
| 41693 -           | 2000 UU39              | 24 d'octubre del 2000   | LINEAR                      |
| 41694 -           | 2000 UT41              | 24 d'octubre del 2000   | LINEAR                      |
| 41695 -           | 2000 UN43              | 24 d'octubre del 2000   | LINEAR                      |
| 41696 -           | 2000 UF45              | 24 d'octubre del 2000   | LINEAR                      |
| 41697 -           | 2000 UJ46              | 24 d'octubre del 2000   | LINEAR                      |
| 41698 -           | 2000 UO46              | 24 d'octubre del 2000   | LINEAR                      |
| 41699 -           | 2000 UT46              | 24 d'octubre del 2000   | LINEAR                      |
| 41700 -           | 2000 UV46              | 24 d'octubre del 2000   | LINEAR                      |
| 41701-41800       |                        |                         |                             |
| 41701 -           | 2000 UY46              | 24 d'octubre del 2000   | LINEAR                      |
| 41702 -           | 2000 UN49              | 24 d'octubre del 2000   | LINEAR                      |
| 41703 -           | 2000 UM50              | 24 d'octubre del 2000   | LINEAR                      |
| 41704 -           | 2000 UX51              | 24 d'octubre del 2000   | LINEAR                      |
| 41705 -           | 2000 UZ52              | 24 d'octubre del 2000   | LINEAR                      |
| 41706 -           | 2000 UU53              | 24 d'octubre del 2000   | LINEAR                      |
| 41707 -           | 2000 UU55              | 24 d'octubre del 2000   | LINEAR                      |
| 41708 -           | 2000 UG56              | 24 d'octubre del 2000   | LINEAR                      |
| 41709 -           | 2000 UH56              | 24 d'octubre del 2000   | LINEAR                      |
| 41710 -           | 2000 UZ59              | 25 d'octubre del 2000   | LINEAR                      |
| 41711 -           | 2000 US63              | 25 d'octubre del 2000   | LINEAR                      |
| 41712 -           | 2000 UZ68              | 25 d'octubre del 2000   | LINEAR                      |
| 41713 -           | 2000 UG72              | 25 d'octubre del 2000   | LINEAR                      |
| 41714 -           | 2000 UO72              | 25 d'octubre del 2000   | LINEAR                      |
| 41715 -           | 2000 UL73              | 26 d'octubre del 2000   | LINEAR                      |
| 41716 -           | 2000 UP76              | 29 d'octubre del 2000   | W. K. Y. Yeung              |
| 41717 -           | 2000 UX78              | 24 d'octubre del 2000   | LINEAR                      |
| 41718 -           | 2000 UK79              | 24 d'octubre del 2000   | LINEAR                      |
| 41719 -           | 2000 UL79              | 24 d'octubre del 2000   | LINEAR                      |
| 41720 -           | 2000 UN79              | 24 d'octubre del 2000   | LINEAR                      |
| 41721 -           | 2000 UU79              | 24 d'octubre del 2000   | LINEAR                      |
| 41722 -           | 2000 UD80              | 24 d'octubre del 2000   | LINEAR                      |
| 41723 -           | 2000 UP80              | 24 d'octubre del 2000   | LINEAR                      |
| 41724 -           | 2000 UV84              | 31 d'octubre del 2000   | LINEAR                      |
| 41725 -           | 2000 UK86              | 31 d'octubre del 2000   | LINEAR                      |
| 41726 -           | 2000 UP91              | 25 d'octubre del 2000   | LINEAR                      |
| 41727 -           | 2000 UR91              | 25 d'octubre del 2000   | LINEAR                      |
| 41728 -           | 2000 UF92              | 25 d'octubre del 2000   | LINEAR                      |
| 41729 -           | 2000 UF95              | 25 d'octubre del 2000   | LINEAR                      |
| 41730 -           | 2000 UF96              | 25 d'octubre del 2000   | LINEAR                      |
| 41731 -           | 2000 UA97              | 25 d'octubre del 2000   | LINEAR                      |
| 41732 -           | 2000 UU98              | 25 d'octubre del 2000   | LINEAR                      |
| 41733 -           | 2000 UY98              | 25 d'octubre del 2000   | LINEAR                      |
| 41734 -           | 2000 UL100             | 25 d'octubre del 2000   | LINEAR                      |
| 41735 -           | 2000 UY100             | 25 d'octubre del 2000   | LINEAR                      |
| 41736 -           | 2000 UN102             | 25 d'octubre del 2000   | LINEAR                      |
| 41737 -           | 2000 UX103             | 25 d'octubre del 2000   | LINEAR                      |
| 41738 -           | 2000 UR104             | 25 d'octubre del 2000   | LINEAR                      |
| 41739 -           | 2000 UP112             | 25 d'octubre del 2000   | Spacewatch                  |
| 41740 -           | 2000 VC                | 1 de novembre del 2000  | W. K. Y. Yeung              |
| 41741 -           | 2000 VG                | 1 de novembre del 2000  | W. K. Y. Yeung              |
| 41742 -           | 2000 VH3               | 1 de novembre del 2000  | W. K. Y. Yeung              |
| 41743 -           | 2000 VJ14              | 1 de novembre del 2000  | LINEAR                      |
| 41744 -           | 2000 VA15              | 1 de novembre del 2000  | LINEAR                      |
| 41745 -           | 2000 VQ15              | 1 de novembre del 2000  | LINEAR                      |
| 41746 -           | 2000 VD16              | 1 de novembre del 2000  | LINEAR                      |
| 41747 -           | 2000 VY24              | 1 de novembre del 2000  | LINEAR                      |
| 41748 -           | 2000 VC27              | 1 de novembre del 2000  | LINEAR                      |
| 41749 -           | 2000 VD27              | 1 de novembre del 2000  | LINEAR                      |
| 41750 -           | 2000 VK28              | 1 de novembre del 2000  | LINEAR                      |
| 41751 -           | 2000 VT29              | 1 de novembre del 2000  | LINEAR                      |
| 41752 -           | 2000 VF30              | 1 de novembre del 2000  | LINEAR                      |
| 41753 -           | 2000 VH30              | 1 de novembre del 2000  | LINEAR                      |
| 41754 -           | 2000 VS31              | 1 de novembre del 2000  | LINEAR                      |
| 41755 -           | 2000 VY31              | 1 de novembre del 2000  | LINEAR                      |
| 41756 -           | 2000 VE33              | 1 de novembre del 2000  | LINEAR                      |
| 41757 -           | 2000 VM33              | 1 de novembre del 2000  | LINEAR                      |
| 41758 -           | 2000 VP33              | 1 de novembre del 2000  | LINEAR                      |
| 41759 -           | 2000 VZ33              | 1 de novembre del 2000  | LINEAR                      |
| 41760 -           | 2000 VF34              | 1 de novembre del 2000  | LINEAR                      |
| 41761 -           | 2000 VP34              | 1 de novembre del 2000  | LINEAR                      |
| 41762 -           | 2000 VZ34              | 1 de novembre del 2000  | LINEAR                      |
| 41763 -           | 2000 VA35              | 1 de novembre del 2000  | LINEAR                      |
| 41764 -           | 2000 VO35              | 1 de novembre del 2000  | LINEAR                      |
| 41765 -           | 2000 VV35              | 1 de novembre del 2000  | LINEAR                      |
| 41766 -           | 2000 VB36              | 1 de novembre del 2000  | LINEAR                      |
| 41767 -           | 2000 VQ36              | 1 de novembre del 2000  | LINEAR                      |
| 41768 -           | 2000 VB37              | 1 de novembre del 2000  | LINEAR                      |
| 41769 -           | 2000 VH37              | 1 de novembre del 2000  | LINEAR                      |
| 41770 -           | 2000 VV37              | 1 de novembre del 2000  | LINEAR                      |
| 41771 -           | 2000 VB38              | 1 de novembre del 2000  | LINEAR                      |
| 41772 -           | 2000 VE43              | 1 de novembre del 2000  | LINEAR                      |
| 41773 -           | 2000 VH43              | 1 de novembre del 2000  | LINEAR                      |
| 41774 -           | 2000 VR44              | 2 de novembre del 2000  | LINEAR                      |
| 41775 -           | 2000 VS44              | 2 de novembre del 2000  | LINEAR                      |
| 41776 -           | 2000 VQ46              | 3 de novembre del 2000  | LINEAR                      |
| 41777 -           | 2000 VW46              | 3 de novembre del 2000  | LINEAR                      |
| 41778 -           | 2000 VB50              | 2 de novembre del 2000  | LINEAR                      |
| 41779 -           | 2000 VK50              | 2 de novembre del 2000  | LINEAR                      |
| 41780 -           | 2000 VK53              | 3 de novembre del 2000  | LINEAR                      |
| 41781 -           | 2000 VL55              | 3 de novembre del 2000  | LINEAR                      |
| 41782 -           | 2000 VM55              | 3 de novembre del 2000  | LINEAR                      |
| 41783 -           | 2000 VS55              | 3 de novembre del 2000  | LINEAR                      |
| 41784 -           | 2000 VD56              | 3 de novembre del 2000  | LINEAR                      |
| 41785 -           | 2000 VF56              | 3 de novembre del 2000  | LINEAR                      |
| 41786 -           | 2000 VL57              | 3 de novembre del 2000  | LINEAR                      |
| 41787 -           | 2000 VO57              | 3 de novembre del 2000  | LINEAR                      |
| 41788 -           | 2000 VS60              | 1 de novembre del 2000  | LINEAR                      |
| 41789 -           | 2000 VW60              | 1 de novembre del 2000  | LINEAR                      |
| 41790 -           | 2000 WY1               | 17 de novembre del 2000 | Spacewatch                  |
| 41791 -           | 2000 WJ3               | 19 de novembre del 2000 | C. W. Juels                 |
| 41792 -           | 2000 WH6               | 19 de novembre del 2000 | LINEAR                      |
| 41793 -           | 2000 WW6               | 19 de novembre del 2000 | LINEAR                      |
| 41794 -           | 2000 WK11              | 24 de novembre del 2000 | A. J. Cecce                 |
| 41795 -           | 2000 WN12              | 22 de novembre del 2000 | NEAT                        |
| 41796 -           | 2000 WL17              | 21 de novembre del 2000 | LINEAR                      |
| 41797 -           | 2000 WN18              | 21 de novembre del 2000 | LINEAR                      |
| 41798 -           | 2000 WV18              | 21 de novembre del 2000 | LINEAR                      |
| 41799 -           | 2000 WL19              | 25 de novembre del 2000 | C. W. Juels                 |
| 41800 Robwilliams | 2000 WM19              | 25 de novembre del 2000 | C. W. Juels                 |
| 41801-41900       |                        |                         |                             |
| 41801 -           | 2000 WG22              | 20 de novembre del 2000 | LINEAR                      |
| 41802 -           | 2000 WD24              | 20 de novembre del 2000 | LINEAR                      |
| 41803 -           | 2000 WR24              | 20 de novembre del 2000 | LINEAR                      |
| 41804 -           | 2000 WA30              | 23 de novembre del 2000 | NEAT                        |
| 41805 -           | 2000 WC30              | 20 de novembre del 2000 | LINEAR                      |
| 41806 -           | 2000 WF32              | 20 de novembre del 2000 | LINEAR                      |
| 41807 -           | 2000 WS33              | 20 de novembre del 2000 | LINEAR                      |
| 41808 -           | 2000 WG34              | 20 de novembre del 2000 | LINEAR                      |
| 41809 -           | 2000 WX34              | 20 de novembre del 2000 | LINEAR                      |
| 41810 -           | 2000 WG35              | 20 de novembre del 2000 | LINEAR                      |
| 41811 -           | 2000 WK35              | 20 de novembre del 2000 | LINEAR                      |
| 41812 -           | 2000 WP35              | 20 de novembre del 2000 | LINEAR                      |
| 41813 -           | 2000 WY35              | 20 de novembre del 2000 | LINEAR                      |
| 41814 -           | 2000 WP36              | 20 de novembre del 2000 | LINEAR                      |
| 41815 -           | 2000 WU36              | 20 de novembre del 2000 | LINEAR                      |
| 41816 -           | 2000 WN38              | 20 de novembre del 2000 | LINEAR                      |
| 41817 -           | 2000 WX40              | 20 de novembre del 2000 | LINEAR                      |
| 41818 -           | 2000 WC41              | 20 de novembre del 2000 | LINEAR                      |
| 41819 -           | 2000 WK44              | 21 de novembre del 2000 | LINEAR                      |
| 41820 -           | 2000 WT45              | 21 de novembre del 2000 | LINEAR                      |
| 41821 -           | 2000 WU45              | 21 de novembre del 2000 | LINEAR                      |
| 41822 -           | 2000 WW47              | 21 de novembre del 2000 | LINEAR                      |
| 41823 -           | 2000 WZ47              | 21 de novembre del 2000 | LINEAR                      |
| 41824 -           | 2000 WQ48              | 21 de novembre del 2000 | LINEAR                      |
| 41825 -           | 2000 WZ48              | 21 de novembre del 2000 | LINEAR                      |
| 41826 -           | 2000 WH49              | 21 de novembre del 2000 | LINEAR                      |
| 41827 -           | 2000 WN49              | 21 de novembre del 2000 | LINEAR                      |
| 41828 -           | 2000 WM50              | 26 de novembre del 2000 | LINEAR                      |
| 41829 -           | 2000 WU53              | 27 de novembre del 2000 | Spacewatch                  |
| 41830 -           | 2000 WT56              | 21 de novembre del 2000 | LINEAR                      |
| 41831 -           | 2000 WN57              | 21 de novembre del 2000 | LINEAR                      |
| 41832 -           | 2000 WB58              | 21 de novembre del 2000 | LINEAR                      |
| 41833 -           | 2000 WE58              | 21 de novembre del 2000 | LINEAR                      |
| 41834 -           | 2000 WL58              | 21 de novembre del 2000 | LINEAR                      |
| 41835 -           | 2000 WO58              | 21 de novembre del 2000 | LINEAR                      |
| 41836 -           | 2000 WP58              | 21 de novembre del 2000 | LINEAR                      |
| 41837 -           | 2000 WS58              | 21 de novembre del 2000 | LINEAR                      |
| 41838 -           | 2000 WK59              | 21 de novembre del 2000 | LINEAR                      |
| 41839 -           | 2000 WO59              | 21 de novembre del 2000 | LINEAR                      |
| 41840 -           | 2000 WS59              | 21 de novembre del 2000 | LINEAR                      |
| 41841 -           | 2000 WF60              | 21 de novembre del 2000 | LINEAR                      |
| 41842 -           | 2000 WO60              | 21 de novembre del 2000 | LINEAR                      |
| 41843 -           | 2000 WX70              | 19 de novembre del 2000 | LINEAR                      |
| 41844 -           | 2000 WO72              | 19 de novembre del 2000 | LINEAR                      |
| 41845 -           | 2000 WW83              | 20 de novembre del 2000 | LINEAR                      |
| 41846 -           | 2000 WB86              | 20 de novembre del 2000 | LINEAR                      |
| 41847 -           | 2000 WK86              | 20 de novembre del 2000 | LINEAR                      |
| 41848 -           | 2000 WM86              | 20 de novembre del 2000 | LINEAR                      |
| 41849 -           | 2000 WS86              | 20 de novembre del 2000 | LINEAR                      |
| 41850 -           | 2000 WF87              | 20 de novembre del 2000 | LINEAR                      |
| 41851 -           | 2000 WK87              | 20 de novembre del 2000 | LINEAR                      |
| 41852 -           | 2000 WN87              | 20 de novembre del 2000 | LINEAR                      |
| 41853 -           | 2000 WY87              | 20 de novembre del 2000 | LINEAR                      |
| 41854 -           | 2000 WF88              | 20 de novembre del 2000 | LINEAR                      |
| 41855 -           | 2000 WV89              | 21 de novembre del 2000 | LINEAR                      |
| 41856 -           | 2000 WL90              | 21 de novembre del 2000 | LINEAR                      |
| 41857 -           | 2000 WU91              | 21 de novembre del 2000 | LINEAR                      |
| 41858 -           | 2000 WU93              | 21 de novembre del 2000 | LINEAR                      |
| 41859 -           | 2000 WD95              | 21 de novembre del 2000 | LINEAR                      |
| 41860 -           | 2000 WW95              | 21 de novembre del 2000 | LINEAR                      |
| 41861 -           | 2000 WH96              | 21 de novembre del 2000 | LINEAR                      |
| 41862 -           | 2000 WK96              | 21 de novembre del 2000 | LINEAR                      |
| 41863 -           | 2000 WU96              | 21 de novembre del 2000 | LINEAR                      |
| 41864 -           | 2000 WC97              | 21 de novembre del 2000 | LINEAR                      |
| 41865 -           | 2000 WW97              | 21 de novembre del 2000 | LINEAR                      |
| 41866 -           | 2000 WX97              | 21 de novembre del 2000 | LINEAR                      |
| 41867 -           | 2000 WB99              | 21 de novembre del 2000 | LINEAR                      |
| 41868 -           | 2000 WH99              | 21 de novembre del 2000 | LINEAR                      |
| 41869 -           | 2000 WK99              | 21 de novembre del 2000 | LINEAR                      |
| 41870 -           | 2000 WV99              | 21 de novembre del 2000 | LINEAR                      |
| 41871 -           | 2000 WD100             | 21 de novembre del 2000 | LINEAR                      |
| 41872 -           | 2000 WJ100             | 21 de novembre del 2000 | LINEAR                      |
| 41873 -           | 2000 WR100             | 21 de novembre del 2000 | LINEAR                      |
| 41874 -           | 2000 WY100             | 21 de novembre del 2000 | LINEAR                      |
| 41875 -           | 2000 WZ100             | 21 de novembre del 2000 | LINEAR                      |
| 41876 -           | 2000 WB101             | 21 de novembre del 2000 | LINEAR                      |
| 41877 -           | 2000 WE103             | 26 de novembre del 2000 | LINEAR                      |
| 41878 -           | 2000 WH104             | 27 de novembre del 2000 | LINEAR                      |
| 41879 -           | 2000 WO104             | 28 de novembre del 2000 | LINEAR                      |
| 41880 -           | 2000 WR107             | 20 de novembre del 2000 | LINEAR                      |
| 41881 -           | 2000 WH109             | 20 de novembre del 2000 | LINEAR                      |
| 41882 -           | 2000 WD111             | 20 de novembre del 2000 | LINEAR                      |
| 41883 -           | 2000 WF111             | 20 de novembre del 2000 | LINEAR                      |
| 41884 -           | 2000 WO113             | 20 de novembre del 2000 | LINEAR                      |
| 41885 -           | 2000 WA115             | 20 de novembre del 2000 | LINEAR                      |
| 41886 -           | 2000 WM115             | 20 de novembre del 2000 | LINEAR                      |
| 41887 -           | 2000 WW115             | 20 de novembre del 2000 | LINEAR                      |
| 41888 -           | 2000 WC118             | 20 de novembre del 2000 | LINEAR                      |
| 41889 -           | 2000 WF118             | 20 de novembre del 2000 | LINEAR                      |
| 41890 -           | 2000 WM118             | 20 de novembre del 2000 | LINEAR                      |
| 41891 -           | 2000 WC119             | 20 de novembre del 2000 | LINEAR                      |
| 41892 -           | 2000 WS119             | 20 de novembre del 2000 | LINEAR                      |
| 41893 -           | 2000 WU119             | 20 de novembre del 2000 | LINEAR                      |
| 41894 -           | 2000 WH121             | 21 de novembre del 2000 | LINEAR                      |
| 41895 -           | 2000 WJ121             | 21 de novembre del 2000 | LINEAR                      |
| 41896 -           | 2000 WN123             | 29 de novembre del 2000 | LINEAR                      |
| 41897 -           | 2000 WP123             | 29 de novembre del 2000 | LINEAR                      |
| 41898 -           | 2000 WN124             | 19 de novembre del 2000 | LINEAR                      |
| 41899 -           | 2000 WY124             | 27 de novembre del 2000 | NEAT                        |
| 41900 -           | 2000 WV126             | 16 de novembre del 2000 | Spacewatch                  |
| 41901-42000       |                        |                         |                             |
| 41901 -           | 2000 WP127             | 17 de novembre del 2000 | Spacewatch                  |
| 41902 -           | 2000 WA128             | 18 de novembre del 2000 | W. K. Y. Yeung              |
| 41903 -           | 2000 WO128             | 18 de novembre del 2000 | Spacewatch                  |
| 41904 -           | 2000 WJ130             | 19 de novembre del 2000 | Spacewatch                  |
| 41905 -           | 2000 WE133             | 19 de novembre del 2000 | LINEAR                      |
| 41906 -           | 2000 WO135             | 19 de novembre del 2000 | LINEAR                      |
| 41907 -           | 2000 WF137             | 20 de novembre del 2000 | LONEOS                      |
| 41908 -           | 2000 WR137             | 20 de novembre del 2000 | LINEAR                      |
| 41909 -           | 2000 WO141             | 19 de novembre del 2000 | LINEAR                      |
| 41910 -           | 2000 WS141             | 19 de novembre del 2000 | LINEAR                      |
| 41911 -           | 2000 WH143             | 20 de novembre del 2000 | LONEOS                      |
| 41912 -           | 2000 WR144             | 21 de novembre del 2000 | LINEAR                      |
| 41913 -           | 2000 WF149             | 29 de novembre del 2000 | NEAT                        |
| 41914 -           | 2000 WY151             | 29 de novembre del 2000 | NEAT                        |
| 41915 -           | 2000 WJ152             | 27 de novembre del 2000 | LINEAR                      |
| 41916 -           | 2000 WT152             | 29 de novembre del 2000 | LINEAR                      |
| 41917 -           | 2000 WC153             | 29 de novembre del 2000 | LINEAR                      |
| 41918 -           | 2000 WA156             | 30 de novembre del 2000 | LINEAR                      |
| 41919 -           | 2000 WW156             | 30 de novembre del 2000 | LINEAR                      |
| 41920 -           | 2000 WA158             | 30 de novembre del 2000 | LINEAR                      |
| 41921 -           | 2000 WL158             | 30 de novembre del 2000 | LINEAR                      |
| 41922 -           | 2000 WT158             | 30 de novembre del 2000 | NEAT                        |
| 41923 -           | 2000 WN159             | 19 de novembre del 2000 | LINEAR                      |
| 41924 -           | 2000 WF160             | 20 de novembre del 2000 | LONEOS                      |
| 41925 -           | 2000 WJ161             | 20 de novembre del 2000 | LONEOS                      |
| 41926 -           | 2000 WQ161             | 20 de novembre del 2000 | LONEOS                      |
| 41927 -           | 2000 WM166             | 24 de novembre del 2000 | LONEOS                      |
| 41928 -           | 2000 WQ172             | 25 de novembre del 2000 | LINEAR                      |
| 41929 -           | 2000 WC175             | 26 de novembre del 2000 | LINEAR                      |
| 41930 -           | 2000 WO175             | 26 de novembre del 2000 | LINEAR                      |
| 41931 -           | 2000 WO177             | 27 de novembre del 2000 | LINEAR                      |
| 41932 -           | 2000 WF178             | 28 de novembre del 2000 | Spacewatch                  |
| 41933 -           | 2000 WH179             | 26 de novembre del 2000 | LINEAR                      |
| 41934 -           | 2000 WO179             | 26 de novembre del 2000 | LINEAR                      |
| 41935 -           | 2000 WQ179             | 26 de novembre del 2000 | LINEAR                      |
| 41936 -           | 2000 WX179             | 27 de novembre del 2000 | LINEAR                      |
| 41937 -           | 2000 WJ185             | 29 de novembre del 2000 | LINEAR                      |
| 41938 -           | 2000 WO185             | 29 de novembre del 2000 | LINEAR                      |
| 41939 -           | 2000 WQ186             | 27 de novembre del 2000 | LINEAR                      |
| 41940 -           | 2000 WR190             | 18 de novembre del 2000 | LONEOS                      |
| 41941 -           | 2000 XF                | 2 de desembre del 2000  | J. M. Roe                   |
| 41942 -           | 2000 XW1               | 3 de desembre del 2000  | Spacewatch                  |
| 41943 Fredrick    | 2000 XH2               | 3 de desembre del 2000  | L. Robinson                 |
| 41944 -           | 2000 XR2               | 1 de desembre del 2000  | LINEAR                      |
| 41945 -           | 2000 XY5               | 1 de desembre del 2000  | LINEAR                      |
| 41946 -           | 2000 XF6               | 1 de desembre del 2000  | LINEAR                      |
| 41947 -           | 2000 XW7               | 1 de desembre del 2000  | LINEAR                      |
| 41948 -           | 2000 XX7               | 1 de desembre del 2000  | LINEAR                      |
| 41949 -           | 2000 XB8               | 1 de desembre del 2000  | LINEAR                      |
| 41950 -           | 2000 XA9               | 1 de desembre del 2000  | LINEAR                      |
| 41951 -           | 2000 XH10              | 1 de desembre del 2000  | LINEAR                      |
| 41952 -           | 2000 XA11              | 1 de desembre del 2000  | NEAT                        |
| 41953 -           | 2000 XK16              | 1 de desembre del 2000  | LINEAR                      |
| 41954 -           | 2000 XX20              | 4 de desembre del 2000  | LINEAR                      |
| 41955 -           | 2000 XD22              | 4 de desembre del 2000  | LINEAR                      |
| 41956 -           | 2000 XB27              | 4 de desembre del 2000  | LINEAR                      |
| 41957 -           | 2000 XD27              | 4 de desembre del 2000  | LINEAR                      |
| 41958 -           | 2000 XK29              | 4 de desembre del 2000  | LINEAR                      |
| 41959 -           | 2000 XV29              | 4 de desembre del 2000  | LINEAR                      |
| 41960 -           | 2000 XR30              | 4 de desembre del 2000  | LINEAR                      |
| 41961 -           | 2000 XS32              | 4 de desembre del 2000  | LINEAR                      |
| 41962 -           | 2000 XG35              | 4 de desembre del 2000  | LINEAR                      |
| 41963 -           | 2000 XU35              | 5 de desembre del 2000  | LINEAR                      |
| 41964 -           | 2000 XW36              | 5 de desembre del 2000  | LINEAR                      |
| 41965 -           | 2000 XP37              | 5 de desembre del 2000  | LINEAR                      |
| 41966 -           | 2000 XU37              | 5 de desembre del 2000  | LINEAR                      |
| 41967 -           | 2000 XE39              | 4 de desembre del 2000  | LINEAR                      |
| 41968 -           | 2000 XE53              | 6 de desembre del 2000  | LINEAR                      |
| 41969 -           | 2000 YX                | 17 de desembre del 2000 | Spacewatch                  |
| 41970 -           | 2000 YZ3               | 18 de desembre del 2000 | Spacewatch                  |
| 41971 -           | 2000 YM6               | 20 de desembre del 2000 | LINEAR                      |
| 41972 -           | 2000 YO8               | 17 de desembre del 2000 | Spacewatch                  |
| 41973 -           | 2000 YT11              | 19 de desembre del 2000 | NEAT                        |
| 41974 -           | 2000 YW11              | 19 de desembre del 2000 | NEAT                        |
| 41975 -           | 2000 YU12              | 23 de desembre del 2000 | W. K. Y. Yeung              |
| 41976 -           | 2000 YA15              | 21 de desembre del 2000 | T. Pauwels                  |
| 41977 -           | 2000 YU15              | 22 de desembre del 2000 | LONEOS                      |
| 41978 -           | 2000 YX15              | 22 de desembre del 2000 | LONEOS                      |
| 41979 -           | 2000 YK16              | 22 de desembre del 2000 | S. Sposetti                 |
| 41980 -           | 2000 YG18              | 20 de desembre del 2000 | LINEAR                      |
| 41981 -           | 2000 YD21              | 28 de desembre del 2000 | W. K. Y. Yeung              |
| 41982 -           | 2000 YE21              | 29 de desembre del 2000 | W. K. Y. Yeung              |
| 41983 -           | 2000 YL26              | 28 de desembre del 2000 | LINEAR                      |
| 41984 -           | 2000 YQ26              | 28 de desembre del 2000 | LINEAR                      |
| 41985 -           | 2000 YY28              | 29 de desembre del 2000 | LONEOS                      |
| 41986 -           | 2000 YR29              | 29 de desembre del 2000 | Needville                   |
| 41987 -           | 2000 YW29              | 27 de desembre del 2000 | T. Kobayashi                |
| 41988 -           | 2000 YX30              | 27 de desembre del 2000 | Spacewatch                  |
| 41989 -           | 2000 YX33              | 28 de desembre del 2000 | LINEAR                      |
| 41990 -           | 2000 YG34              | 28 de desembre del 2000 | LINEAR                      |
| 41991 -           | 2000 YJ34              | 28 de desembre del 2000 | LINEAR                      |
| 41992 -           | 2000 YR35              | 30 de desembre del 2000 | LINEAR                      |
| 41993 -           | 2000 YD38              | 30 de desembre del 2000 | LINEAR                      |
| 41994 -           | 2000 YX38              | 30 de desembre del 2000 | LINEAR                      |
| 41995 -           | 2000 YF41              | 30 de desembre del 2000 | LINEAR                      |
| 41996 -           | 2000 YE43              | 30 de desembre del 2000 | LINEAR                      |
| 41997 -           | 2000 YG45              | 30 de desembre del 2000 | LINEAR                      |
| 41998 -           | 2000 YO45              | 30 de desembre del 2000 | LINEAR                      |
| 41999 -           | 2000 YX45              | 30 de desembre del 2000 | LINEAR                      |
| 42000 -           | 2000 YT46              | 30 de desembre del 2000 | LINEAR                      |